# Blok południowowielkopolski
Blok południowowielkopolski – jednostka geologiczna w południowo-zachodniej i środkowo-zachodniej Polsce będąca fragmentem platformy zachodnioeuropejskiej.

## Położenie geologiczne
Od południowego zachodu graniczy z blokiem dolnośląskim, a dokładniej z blokiem przedsudeckim i perykliną Żar linią uskoku środkowej Odry. Od północnego wschodu graniczy poprzez strefę uskokową Dolska ze strukturą Koszalin-Chojnice. Na zachodzie kontynuuje się na obszarze Niemiec, a na południowym wschodzie graniczy prawdopodobnie poprzez uskok Pilica-Grójec z blokiem górnośląskim.

## Budowa geologiczna
W obrębie bloku południowowielkopolskiego wyróżniono swa piętra strukturalne: starsze − eokambryjsko-staropaleozoiczne i młodsze − karbońskie. Skały eokambru i starszego paleozoiku, to skały metamorficzne: fyllity, łupki kwarcowo-serycytowe i łupki kwarcowo-hematytowe, łupki serycytowe z hematytem, zieleńce i łupki amfibolowe, a także silnie zdiagenezowane skały osadowe: średnioziarniste piaskowce typu waki litycznej o spoiwie krzemionkowo-węglanowo-ilasto-żelazistym o wieku środkowo i górnodewońskiego (żywet - fran). Skały tego piętra nawiercono kilkoma otworami wiertniczymi w obrębie zrębu Wolsztyna-Leszna (antyklinorium leszczyńskie) oraz zrębu Bielawy-Trzebnicy. Skały młodszego piętra, to silnie zdiagenezowane osady dolnokarbońskie. Są to serie mułowcowo-ilaste i piaszczysto-węglanowe z przewarstwieniami ciemnoszarych iłowców i mułowców szarogłazowych oraz tufitów i zlepieńców. Osady górnowizeńskie udokumentowane są skamieniałościami goniatytów. Wyżej wśród iłowców pojawiają się wkładki piaskowców szarogłazowych, arkozowych i kwarcowych. Osady typu flisz kontynuują się po karbon górny.

## Nadkład
Utwory bloku południowowielkopolskiego przykryte są osadami monokliny przedsudeckiej, a na północy synklinorium szczecińsko-łódzko-miechowskiego.

## Położenie geograficzne
Geograficznie blok południowowielkopolski stanowi głębokie podłoże północnej części Niziny Śląskiej i Niziny Śląsko-Łużyckiej, Wału Trzebnickiego, Obniżenia Milicko-Głogowskiego, zachodniej części Niziny Południowowielkopolskiej, Pojezierza Leszczyńskiego, Wzniesień Zielonogórskich oraz południowe części Pojezierza Lubuskiego i zachodniej części Pojezierza Wielkopolskiego.